# Ольговка (Яйський округ)
О́льговка (рос. Ольговка) — присілок у складі Яйського округу Кемеровської області, Росія.

## Населення
Населення — 201 особа (2010; 241 у 2002).
Національний склад (станом на 2002 рік):
- росіяни — 95 %